# Эйкур
Эйку́р (фр. Heillecourt) — коммуна во французском департаменте Мёрт и Мозель, региона Лотарингия. Относится к кантону Жарвиль-ла-Мальгранж.

## География
Эйкур расположен на северо-востоке Франции, относится к агломерации Большого Нанси. Находится между коммунами Вандёвр-ле-Нанси, Жарвиль-ла-Мальгранж, Ланёввиль-деван-Нанси, Флевиль-деван-Нанси и Удемон.

## Демография
Население коммуны на 2010 год составляло 5774 человека.
| 1962 | 1968 | 1975 | 1982 | 1990 | 1999 | 2010 |
| ---- | ---- | ---- | ---- | ---- | ---- | ---- |
| 722  | 1000 | 2057 | 5028 | 6393 | 6183 | 5774 |